# The Australasian Journal of Combinatorics
The Australasian Journal of Combinatorics est une revue scientifique à comité de lecture en  libre accès  couvrant le domaine de la combinatoire. Elle paraît  trois fois par an. La revue a été créée en 1990 et est publiée par le Centre for Discrete Mathematics and Computing  de l'université du Queensland pour le compte de la Combinatorial Mathematics Society of Australasia (en). Au début, elle paraissait deux fois par an, et depuis 2005 elle paraît au rythme de trois volumes annuels. Ses rédacteurs en chef sont Elizabeth J. Billington (en)  de l'université du Queensland et Sanming Zhou, de l'université de Melbourne. 
Depuis 2014, la revu est en libre accès « diamant », sans frais ni pour les lecteurs ni pour les auteurs. Depuis 2014 également et le volume 58, elle n'est accessible qu'électroniquement  (ISSN 2202-3518), les volumes antérieurs sont aussi imprimés  (ISSN 1034-4942).

## Résumés et indexation
La revue est indexée et ses articles sont résumés par  Mathematical Reviews, le Emerging Sources Citation Index (en), Scopus, sur Zentralblatt MATH et sur DBLP.

## Articles liés
- Liste des journaux scientifiques en mathématiques
- Liste de revues en accès libre